# Полотняный Завод
Полотня́ный Заво́д — посёлок городского типа в Дзержинском районе Калужской области России. Образует городское поселение посёлок Полотняный Завод.
Население — 4976 чел. (2021).

## География
Расположен на реке Суходрев (бассейн Оки). Железнодорожная станция на линии Калуга — Вязьма, в 32 км к северо-западу от Калуги.

## История
Возникновение населённого пункта связано с основанием по именному приказу Петра I в 1718 году калужским купцом Т. Филатовым-Карамышевым парусно-полотняного завода (отсюда происходит название посёлка). В 1720 году им же в компании с Г. Щепочкиным и А. А. Гончаровым (прапрадедом жены А. С. Пушкина) была основана бумажная фабрика.

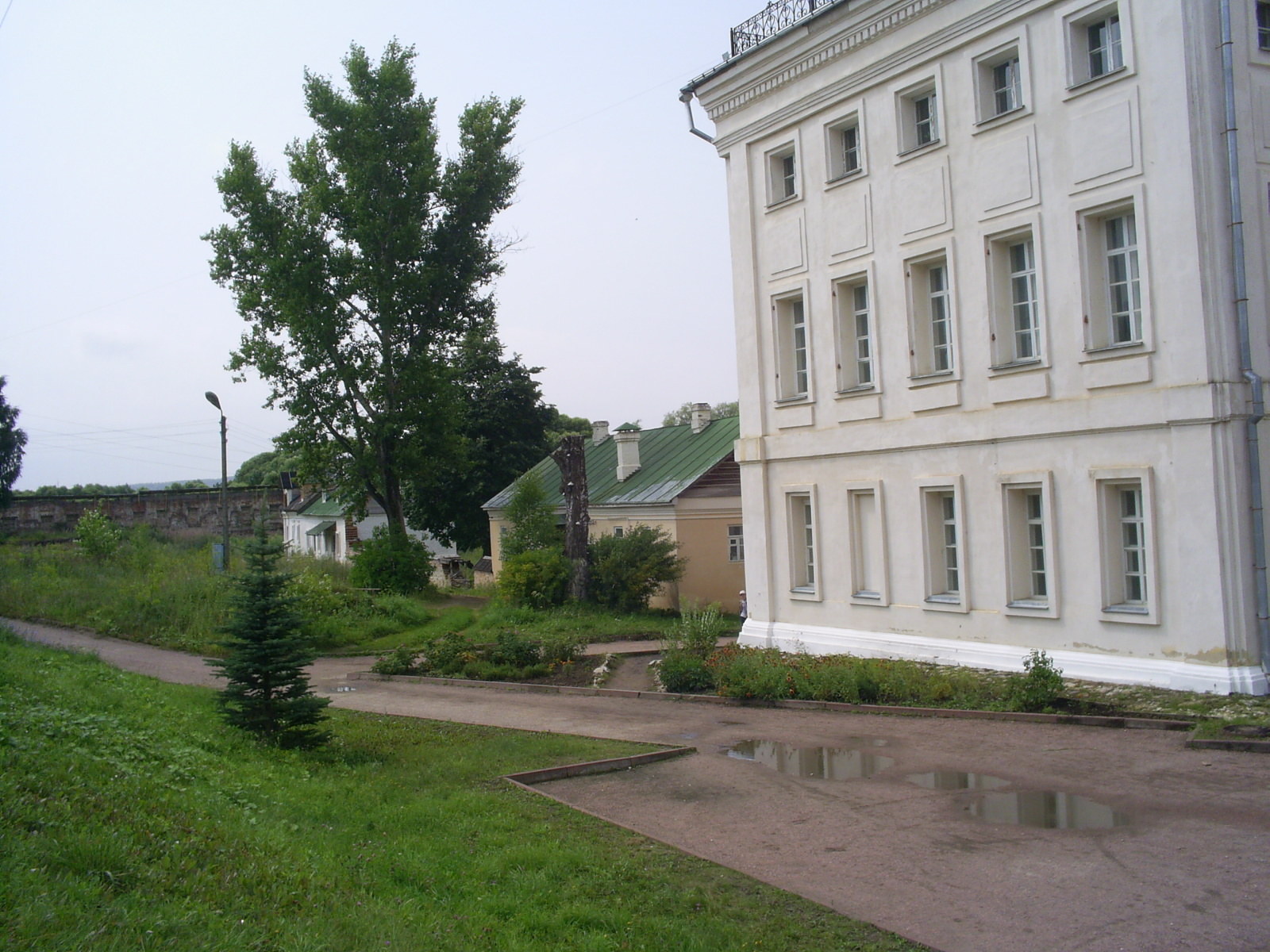
Слева от главного здания усадьбы — остатки исторической стены бумажной фабрики Гончаровых

В 1735 году завод перешёл в собственность семейства Гончаровых; в 1830 и 1834 годах здесь бывал А. С. Пушкин. В 1812 году после Малоярославецкого сражения в усадьбе находилась главная квартира Кутузова.
В «Списке населённых мест Калужской губернии» населённый пункт упоминается как владельческое село Згомони (Полотняный завод), в котором насчитывалось 737 дворов, проживало 2632 человека, имелись православная церковь и почтовое отделение со станцией, проводились ярмарка и еженедельные базары, и обозначен как самое крупное и населённое селение Медынского уезда.
До революции 1917 года и в первые годы советской власти посёлок относился к Медынскому уезду, после его ликвидации (в 1927 году) — к Мятлевскому.
В 1919 году большевики разрушили домовую церковь Гончаровых — Спаса Преображения Господня, вскрыли склеп и надругались над останками семейства Натальи Гончаровой. На месте разрушенной домовой церкви уже в 1960-е годы была построена столовая.
Статус посёлка городского типа с 1925 года.
В 1929 году Мятлевский уезд был упразднён, а Полотняный Завод включён в Бухаринский (с 5.03.1937 — Дзержинский) район.
Во время Великой Отечественной войны бывшая усадьба Гончаровых в Полотняном Заводе (XVIII—XIX века) была разрушена немецкими захватчиками; восстановлена в 70-90-х годах XX века. С 5 июня 1999 года в главном доме усадьбы Гончаровых действует музей, который в марте 2016 года получил статус музея-заповедника регионального значения.
После освобождения от немецкой оккупации рядом с Полотняным Заводом располагался военный аэродром Муковнино. Здесь, с 22 марта дислоцировалась французская истребительная авиационная эскадрилья «Нормандия». 16 апреля  1943 года эскадрилья перебазировалась на аэродром Васильевское близ Мосальска.
В начале января 1942 года в селе квартировал немецкий генерал Готхард Хейнрици.

## Население
| 1859  | 1880  | 1897  | 1913  | 1920  | 1926  | 1931  | 1939  | 1959  |
| ----- | ----- | ----- | ----- | ----- | ----- | ----- | ----- | ----- |
| 2632  | ↗3093 | ↗3685 | ↗4637 | ↘2726 | ↗4082 | ↗4319 | ↗5743 | ↗7506 |
| 1970  | 1979  | 1989  | 2002  | 2009  | 2010  | 2012  | 2013  | 2014  |
| ↘6257 | ↘5926 | ↘5441 | ↗5742 | ↘5610 | ↘5224 | ↘5138 | ↘5036 | ↘4886 |
| 2015  | 2016  | 2017  | 2018  | 2019  | 2020  | 2021  |       |       |
| ↘4803 | ↘4747 | ↘4688 | ↗4724 | ↘4699 | ↘4647 | ↗4976 |       |       |

## Экономика

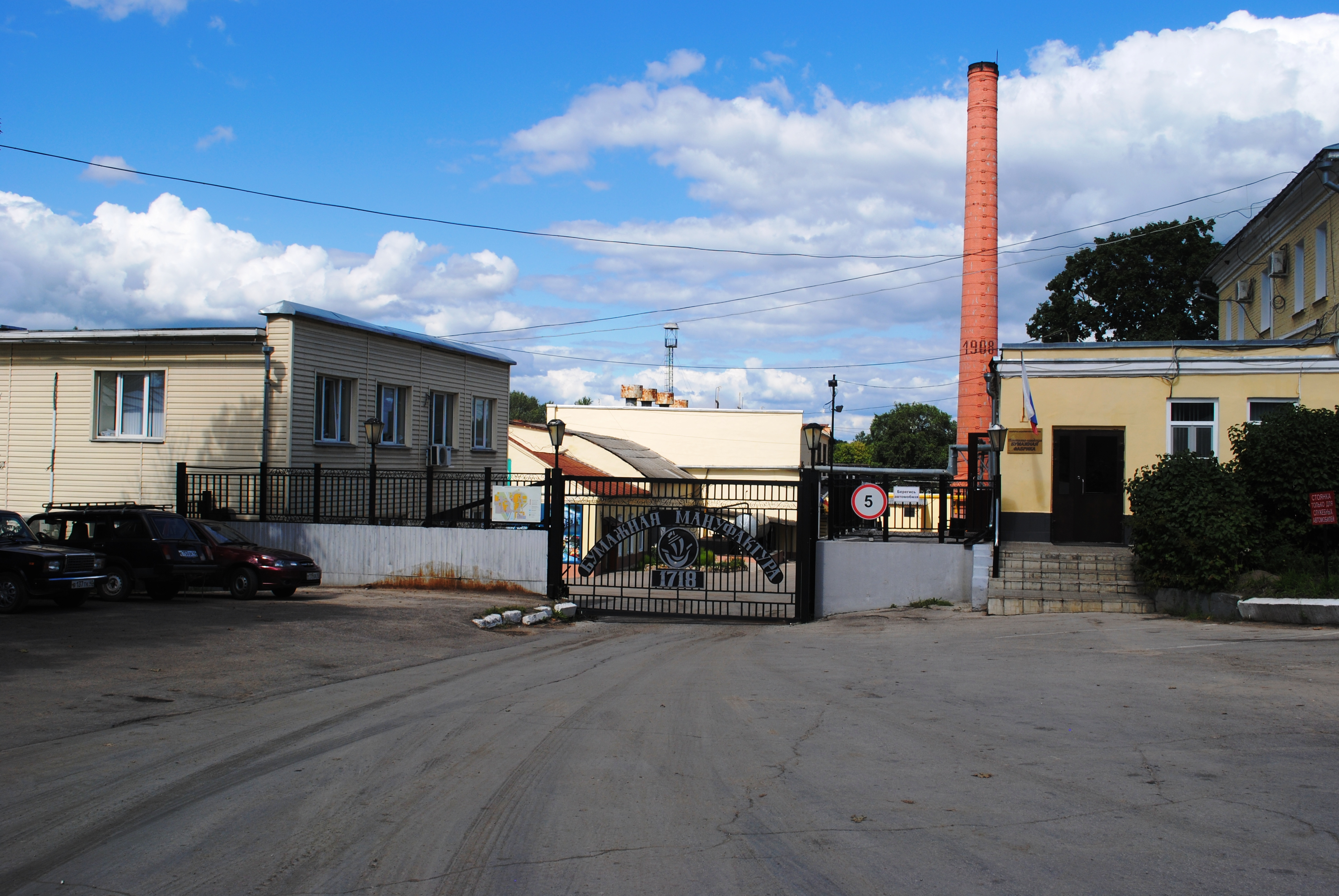
Полотняно-Заводская бумажная мануфактура, 2014 г.

- Полотняно-Заводская бумажная мануфактура — производство бумаги для гофрирования, картона для плоских слоёв гофрокартона, тетрадей, блокнотов, альбомов, наборов для художественного творчества и пр.;
- щебёночный завод;
- предприятие по производству оборудования для очистки сточных вод «ПП Экополимер»;

## Экологические проблемы
В 2014 году в открытом письме против строительства в Полотняном Заводе предприятия по производству цемента жители посёлка отметили существующие экологические проблемы, связанные с деятельностью уже работающих заводов (ООО «Первый Завод», Полотняно-Заводская бумажная фабрика, Полотняно-Заводское карьероуправление и цех по переработке известковой муки), приводящих к выбросам пыли; неприятным запахам в воздухе, загрязнению реки Суходрев. Кроме того на неблагоприятную экологическую обстановку влияет ненадлежащее техническое состояние коммунальной инфраструктуры. В конечном итоге, на общественных слушаниях в посёлке решение о строительстве цементного завода поддержано не было.

## Русская православная церковь
В 2019 году в посёлке был восстановлен храм Преображения Господня, разрушенный в 20-х годах XX века. В ходе работ по его реконструкции учёными был обнаружен фамильный склеп семьи Гончаровых.

## Достопримечательности
К основным достопримечательностям Полотняного Завода относятся:
Усадьба Гончаровых.

Построена в XVIII веке. Принадлежала Н. А. Гончарову, в 1785 г. перешла по наследству к его сыну, А. Н. Гончарову. Облик, который усадьба имела при его жизни, был воссоздан живописцем и литератором А. В. Срединым в статье «Пушкин и Полотняный Завод» (1911): так, один из корпусов (так называемый Красный дом) представлял собой 
довольно большое деревянное здание, включавшее в себе 14 комнат; внизу они были большие и просторные, наверху более мелкие и низкие. <...> Просторными крытыми сенями дом соединялся с пристройкой, теперешним зрительным залом. Посреди обширного зала стоял круглый стол и висели великолепные золочёные люстры, с золотыми снопами колосьев наверху. Тут, по рассказам, любил вечерами сидеть с гостями Афанасий Николаевич <Гончаров>; Красный дом служил его излюбленным местом пребывания. <...> Дом был окрашен в красный цвет, что и дало повод названию его, а пристройка снаружи была украшена белыми столбами наподобие колонн, пустыми внутри и обитыми оштукатуренным парусом.
 К 1911 г. от главного корпуса уцелела лишь пристройка, где в указанное время размещался театр, а окружавший усадьбу парк пришёл в запустение. Часть его территории служила местом проведения ярмарки. В 1970-х гг. усадьба была восстановлена, а 5 июня 1999 г. на её территории был открыт музей, в котором проводятся тематические экскурсии (история рода Гончаровых, пребывание А. С. Пушкина в Полотняном Заводе), читаются открытые лекции на темы: «архитектурные объекты музея-усадьбы „Полотняный Завод“», «Н. Н. Пушкина (урождённая Гончарова) — история жизни». Ежегодно музей организует: Пушкинский праздник (в июне), Пушкинские чтения (в июне), Натальин день (в сентябре).

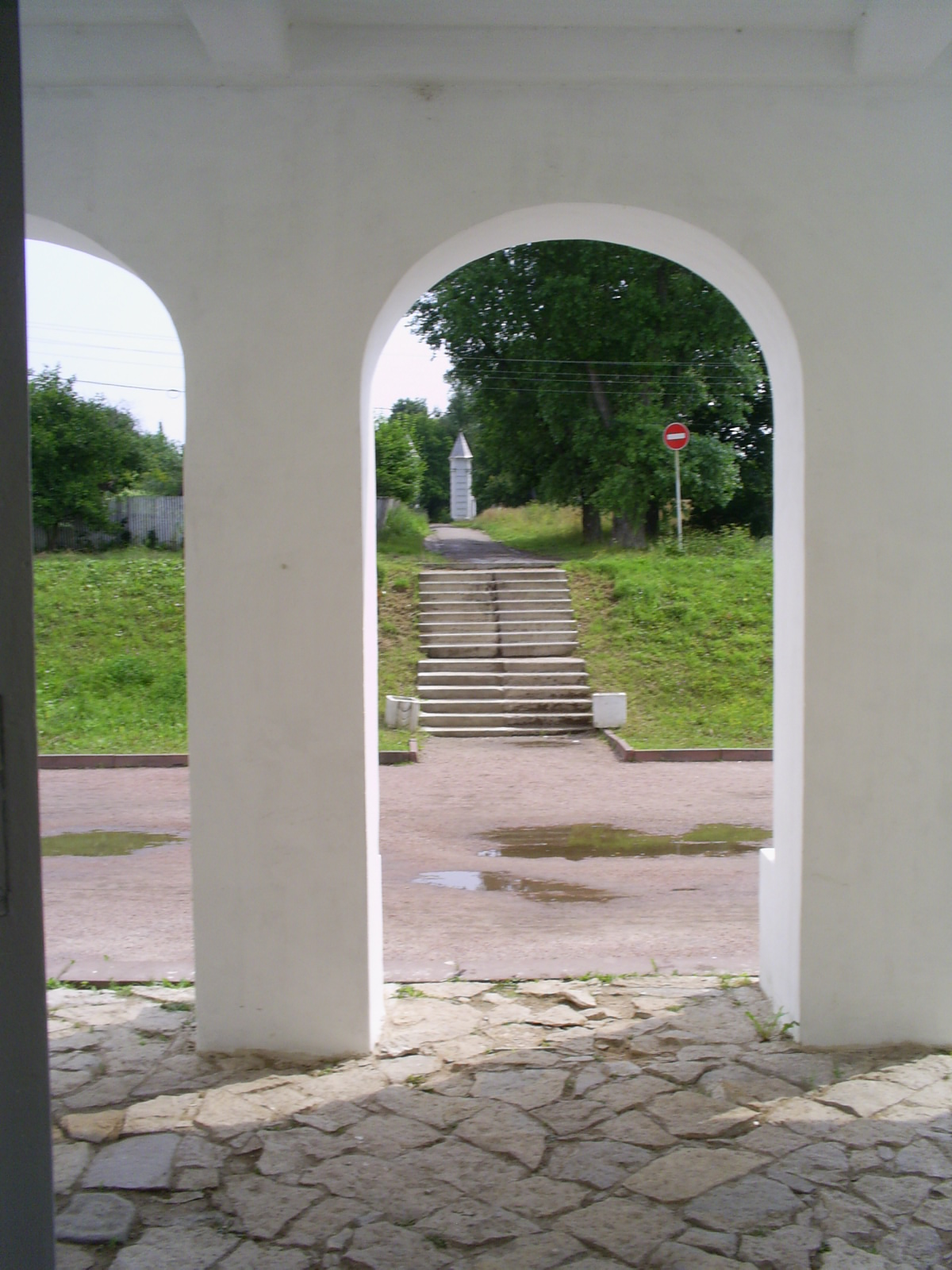
Вид на вход в парк от входа барского дома усадьбы Полотняный завод.
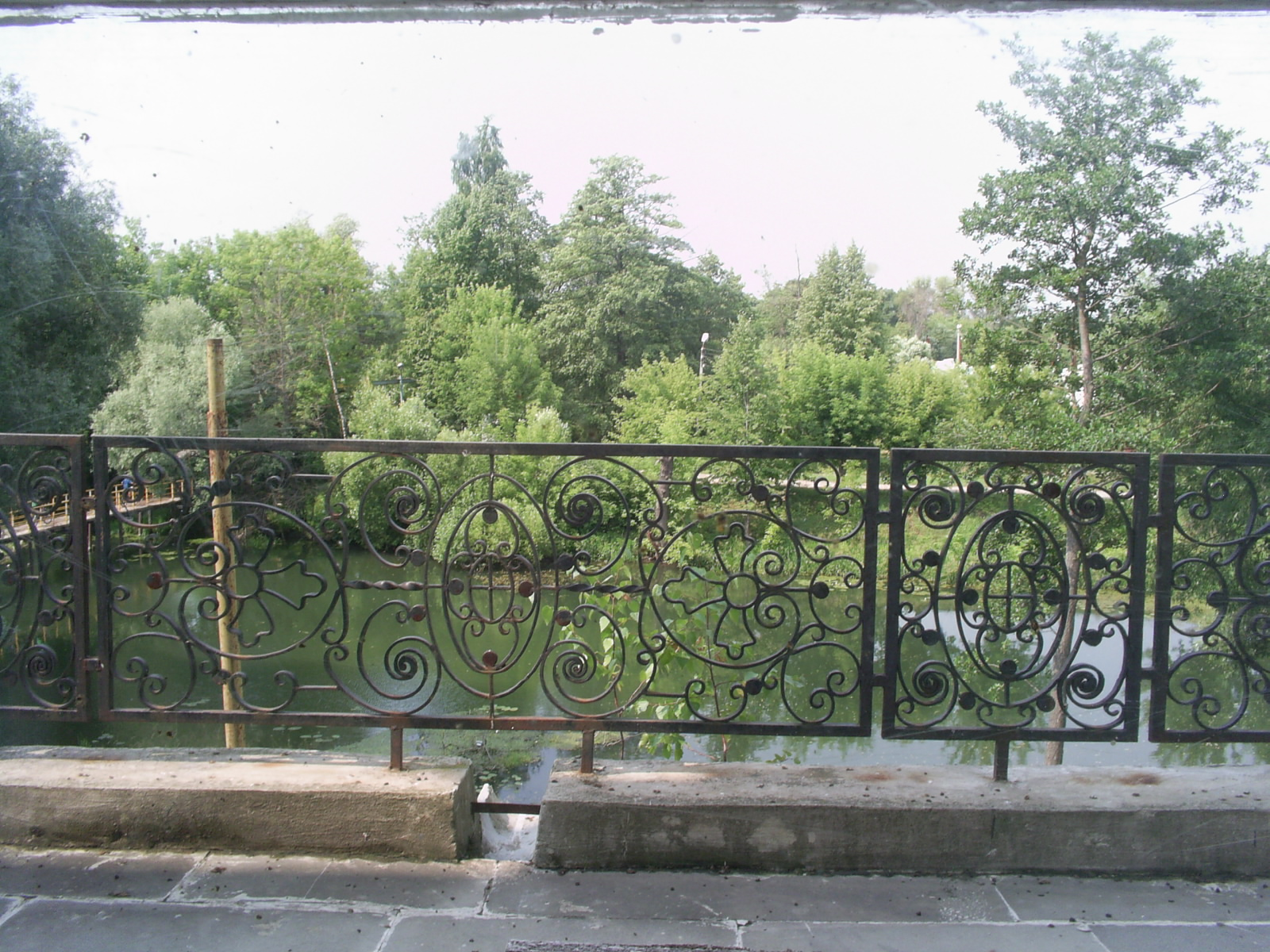
Вид на парк и на реку Суходрев с балкона барского дома усадьбы Полотняный завод.
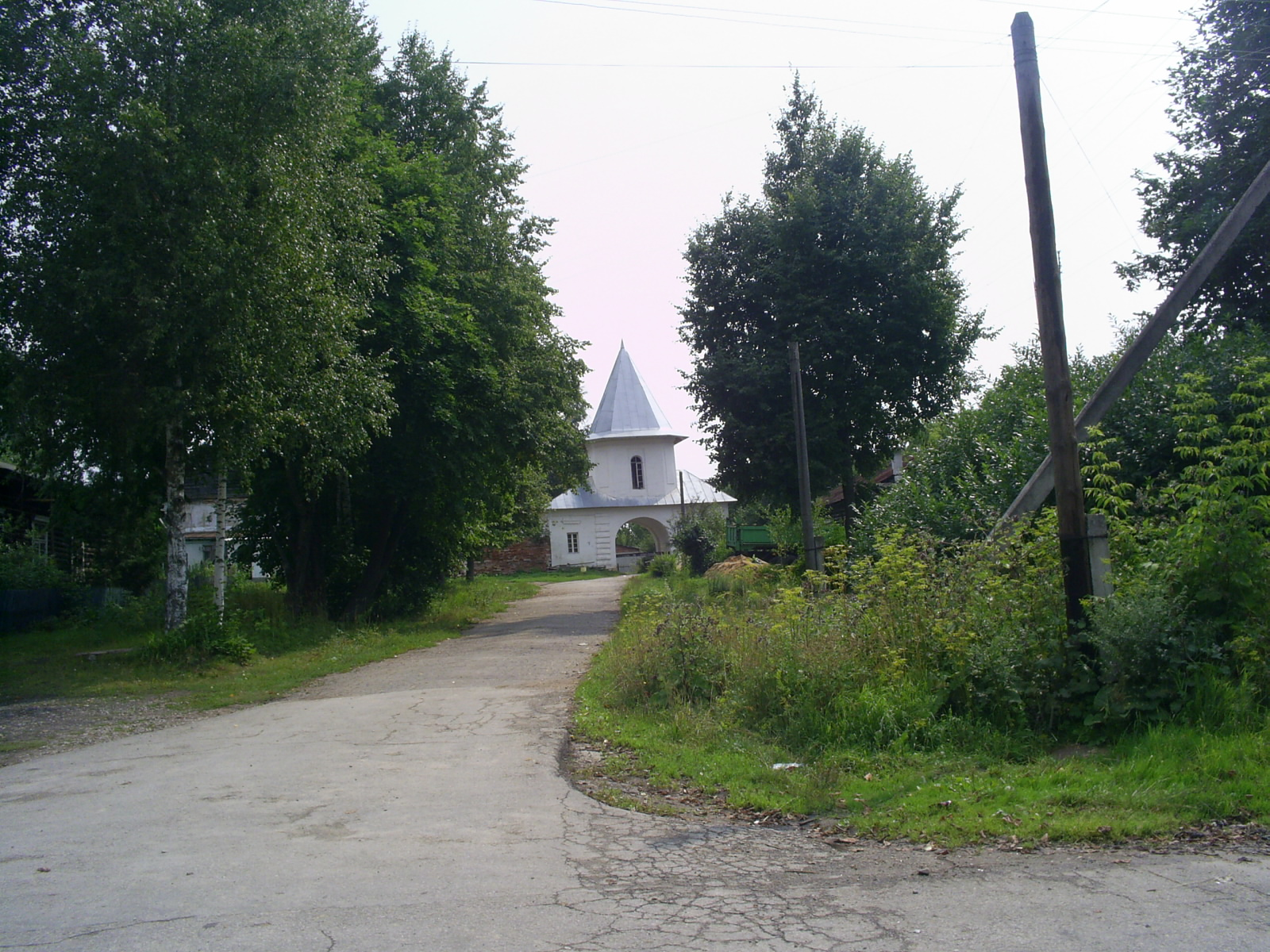
Ворота в парк усадьбы Полотняный завод.
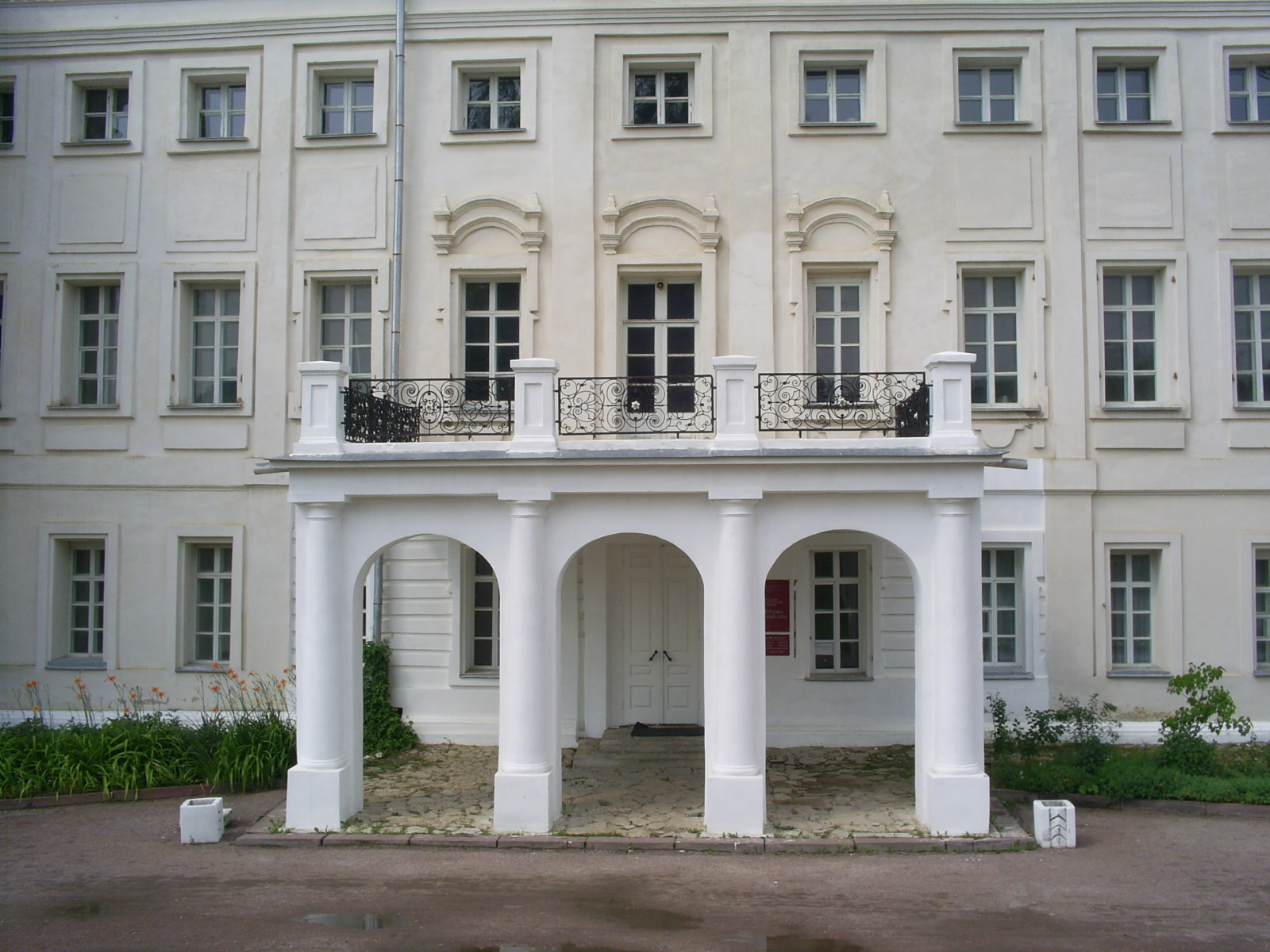
Парадный вход барского дома. Видны окна третьего этажа, помещений, где останавливался М.И.Кутузов во время Отечественной войны.
Вид барского дома усадьбы Полотняный завод, разрушенного во время Великой Отечественной войны. Фотография из экспозиции музея-усадьбы «Полотняный завод».
Герб Гончаровых в экспозиции музея-усадьбы «Полотняный завод».
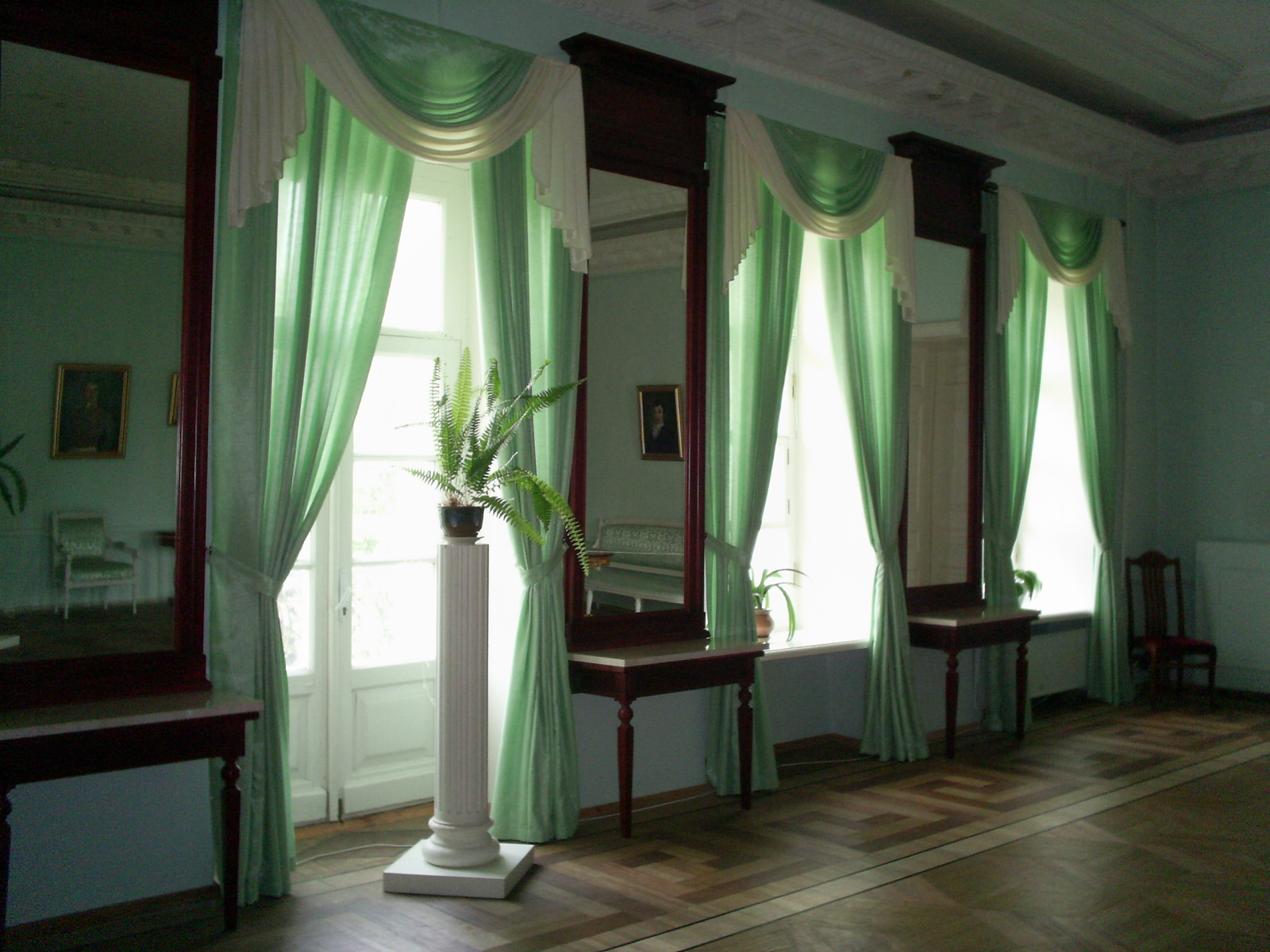
Интерьер зала барского дома усадьбы Полотняный завод.
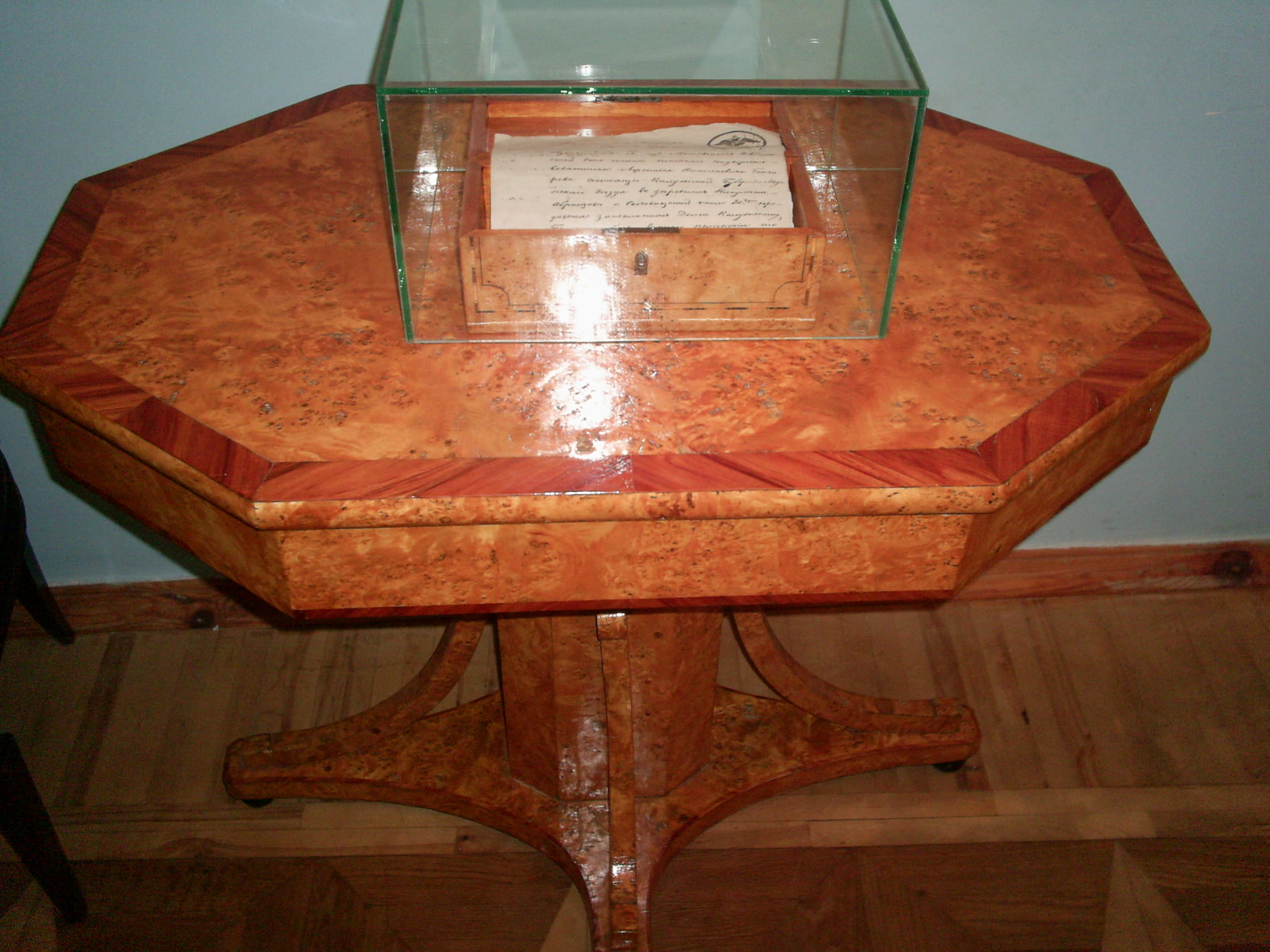
Автограф А. С. Пушкина в музее посёлка Полотняный завод.

Усадьба Г. И. Щепочкина.
Построена во второй половине XVIII века. С 1909 и до 2007 года в главном здании усадьбы размещалась средняя общеобразовательная школа. При этом в здании хорошо сохранилась историческая внутренняя отделка, росписи, паркет XVIII века, лепнина. В начале 2008 года усадьба передана Калужскому областному краеведческому музею. Главное здание усадьбы стоит над рекой Суходрев, на самом краю обрыва. Восточный фасад здания, обращённый к реке Суходрев, оформлен портиком в стиле русского классицизма. Четыре круглые в колонны с капителями опираются на мощный фундамент, украшенный тремя арочными пролетами. Изящно встроенные медальоны с изображением фигур античных героев украшают восточный фасад. Северный и южный фасады оформлены одинаково: две круглые колонны, симметрично расположенные пилястры поддерживают небольшие балконы в классическом стиле. Нижний этаж служил для хозяйственных нужд и не имел художественной отделки. На втором этаже располагалась парадная анфилада комнат, сохранились уникальные росписи потолков; третий был жилым: комнаты хозяев, гостей, детские комнаты, на третий этаж вела небольшая лестница.
В 1834 году усадьба перешла к дочери П. Г. Щепочкина Марии Павловне, мужем которой был генерал-лейтенант А. А. Бистром. Здесь, в 1850 году была выдана замуж их дочь, Александра Антоновна — за хирурга Николая Ивановича Пирогова. После венчания семья Пироговых в Полотняном Заводе провела три недели своего медового месяца.
В конце XIX века усадьба была продана купцу-старообрядцу Ершову. В 1909 году на третьем этаже усадебного дома была открыта школа. После смерти Ершова дом по наследству перешёл к супругам Прохоровым, которые устроили в большом зале молельню, установили иконостас. 

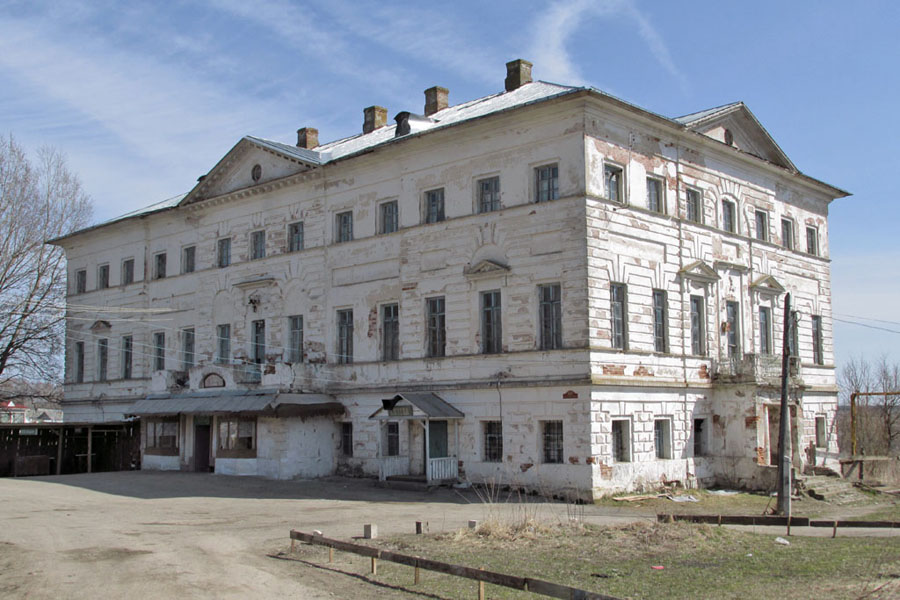
Здание усадьбы Щепочкина в 2012 году.
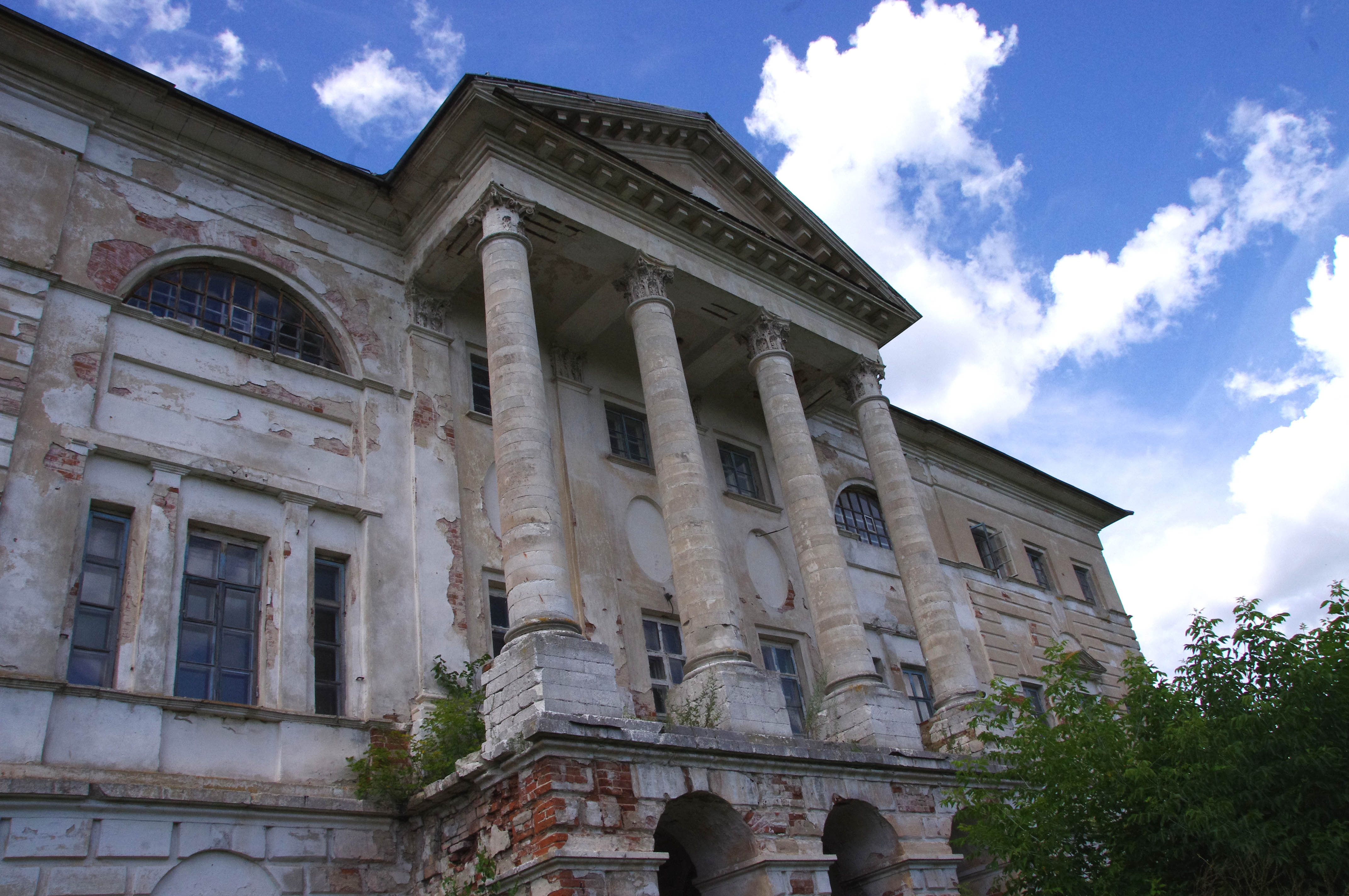
Вид на главный фасад усадьбы Щепочкина в 2010 году.

В годы Великой Отечественной войны, в отличие от дома Гончаровых, дом Щепочкина не пострадал, но в настоящее время нуждается в реставрации. Несмотря на это, отдельные залы дома открыты для посетителей с мая 2017 года.
Памятник французским лётчикам эскадрильи «Нормандия — Неман».
Открыт 28 июля 2008 года в память о подвигах авиационного полка, совершавшего вылеты с аэродрома «Муковнино» (находился в 400 метрах от места установки памятника). Представляет две перекрещённые стелы с государственной символикой СССР и Франции, а также установленными рядом двумя мемориальными плитами с именами, воинскими званиями и датами гибели французских лётчиков.

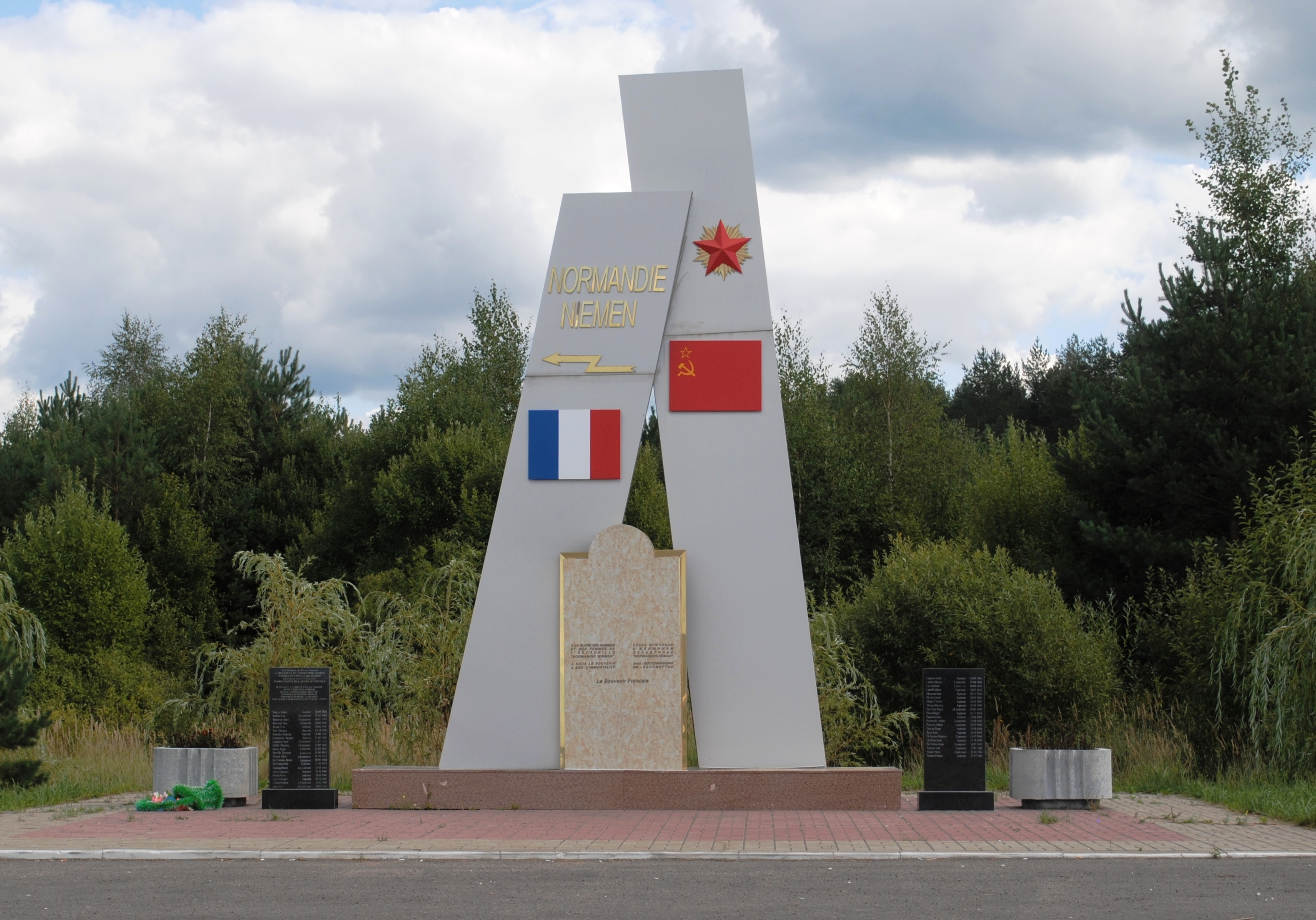
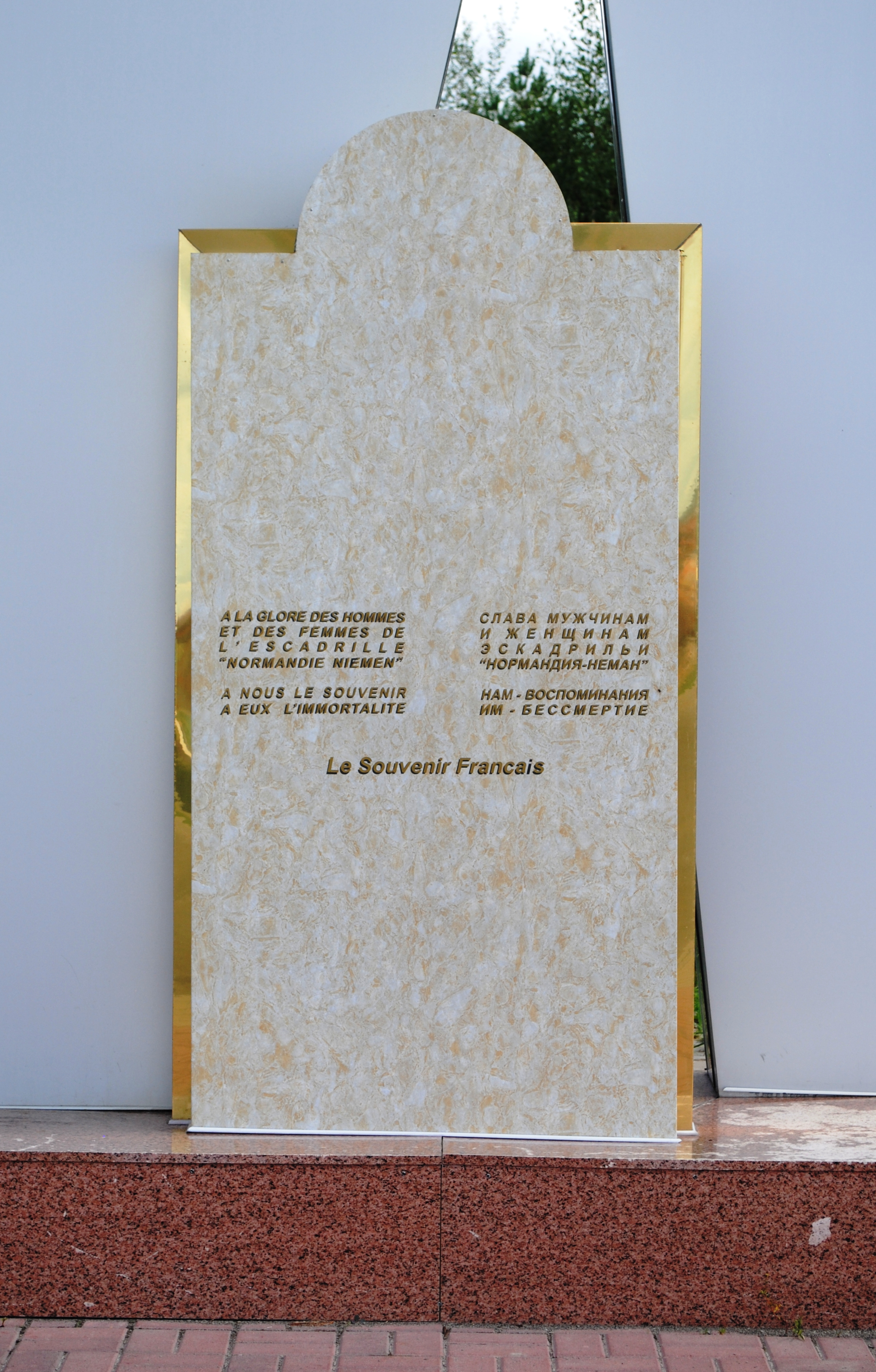
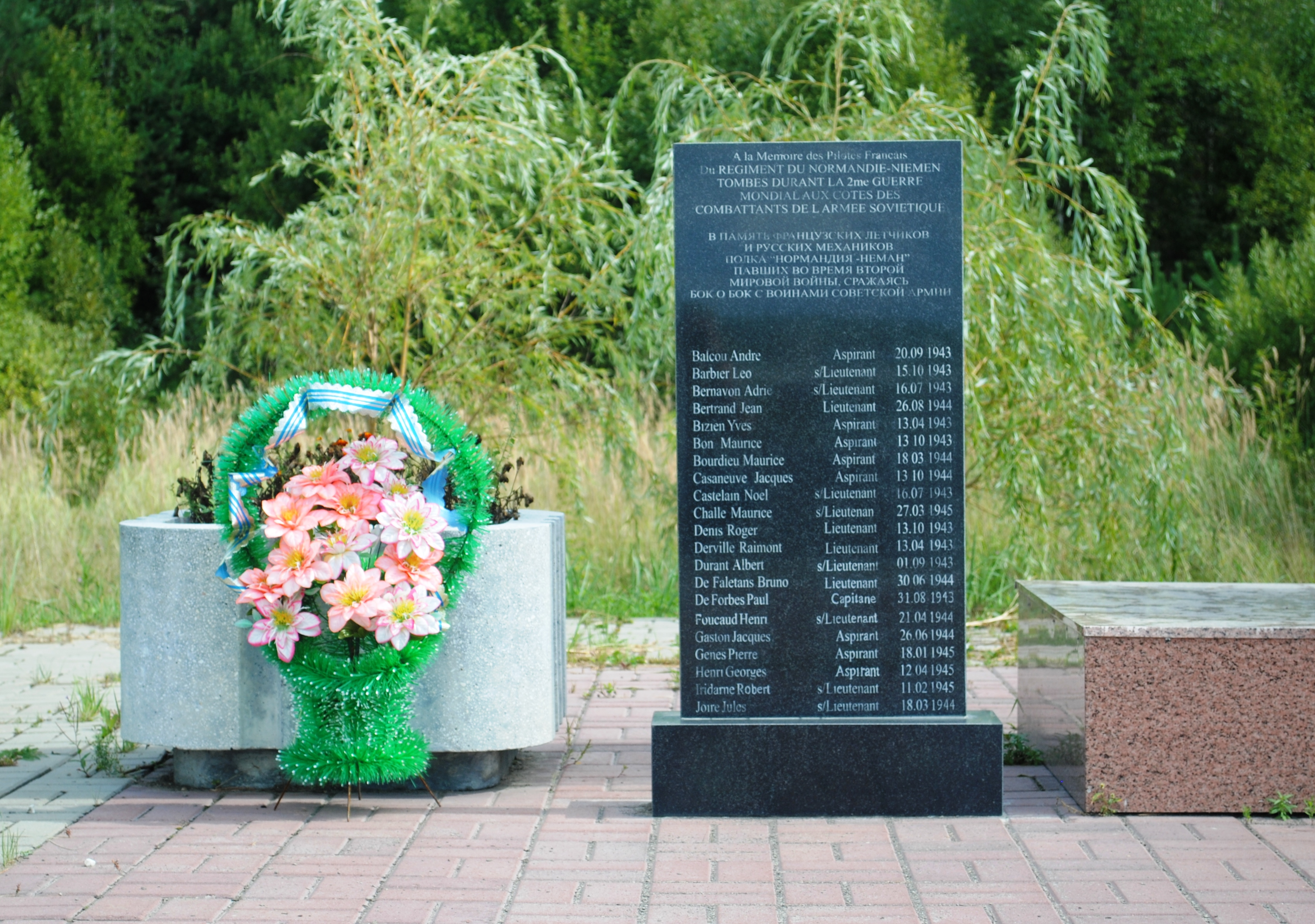
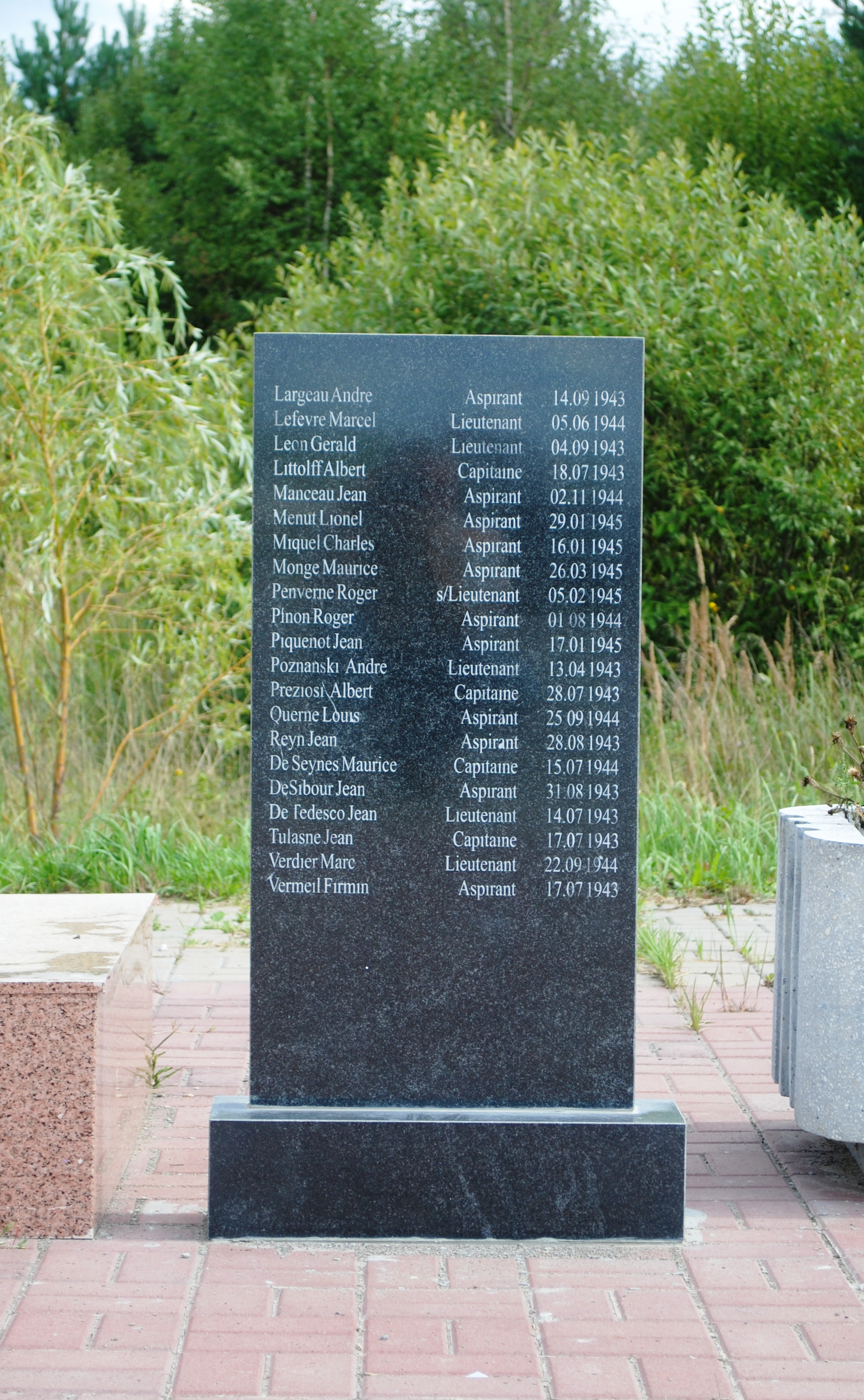

Научный и музейно-выставочный центр истории бумаги «Бузеон».
Расположен на территории Полотняно-Заводской бумажной фабрики. Открыт 24 августа 2018 года.